# Luleå HF
Le Luleå HF est un club de hockey sur glace localisé à Luleå en Suède qui évolue dans la SHL, le plus haut niveau du hockey suédois depuis 1984. Ils ne furent champions de Suède qu'une seule fois, en 1996. Le club a été fondé en 1977 sous le nom de GroKo Hockey après une fusion entre l'IFK Luleå et le Luleå SK et a pris son nom actuel en 1980.

## Palmarès
- Vainqueur de l'Elitserien: 1996, 2025.
- Vainqueur de l'Allsvenskan: 1984.
- Vainqueur de la Coupe Tampere: 1995.
- Vainqueur du Trophée européen : 2012.
- Vainqueur de la Ligue des champions : 2015.

## Joueurs

### Joueurs actuels
| No    | Nom               | Nat. | Position  | Arrivée                        |
| ----- | ----------------- | ---- | --------- | ------------------------------ |
| +031, | Matteus Ward      |      | Gardien   | 2022 - Mora IK                 |
| +034, | Joel Lassinantti  |      | Gardien   | 2021 - HK Sotchi               |
| +003, | Frédéric Allard   |      | Défenseur | 2023 - Rocket de Laval         |
| +005, | Marcus Hardegård  |      | Défenseur | 2023 - Örebro HK               |
| +009, | Ludvig Jansson    |      | Défenseur | 2023 - Södertälje SK           |
| +023, | Jesper Sellgren   |      | Défenseur | 2022 - Wolves de Chicago       |
| +027, | Oskari Laaksonen  |      | Défenseur | 2023 - Stars du Texas          |
| +029, | Erik Gustafsson   |      | Défenseur | 2018 - Neftekhimik Nijnekamsk  |
| +039, | Pontus Själin     |      | Défenseur | 2014 - Östersunds IK           |
| +010, | Einar Emanuelsson |      | Attaquant | Formé au club                  |
| +011, | Nikola Pašić      |      | Attaquant | 2023 - Södertälje SK           |
| +014, | Jonas Berglund    |      | Attaquant | 2017 - Manglerud Star Ishockey |
| +017, | Joel Kant         |      | Attaquant | Formé au club                  |
| +019, | Mario Kempe       |      | Attaquant | 2022 - HK Dinamo Minsk         |
| +020, | Jack Connolly     |      | Attaquant | 2018 - Rögle BK                |
| +021, | Juhani Tyrväinen  |      | Attaquant | 2019 - HIFK                    |
| +024, | Brendan Shinnimin |      | Attaquant | 2021 - Adler Mannheim          |
| +038, | Olli Nikupeteri   |      | Attaquant | Formé au club                  |
| +040, | David Lilja       |      | Attaquant | 2023 - BIK Karlskoga           |
| +043, | Oscar Eklind      |      | Attaquant | 2023 - Brynäs IF               |
| +067, | Linus Omark       |      | Attaquant | 2023 - Genève-Servette HC      |
| +096, | Pontus Andreasson |      | Attaquant | 2021 - IF Björklöven           |

### Numéros retirés
- 12. Johan Strömwall
- 22. Hans Norberg